# Norra Björnsjön
Norra Björnsjön är en sjö i Örnsköldsviks kommun i Ångermanland och ingår i Gideälvens huvudavrinningsområde. Sjön är 9 meter djup, har en yta på 2,46 kvadratkilometer och befinner sig 163 meter över havet. Sjön avvattnas av vattendraget Ledingsån.

## Delavrinningsområde
Norra Björnsjön ingår i det delavrinningsområde (704926-163130) som SMHI kallar för Utloppet av Norra Björnsjön. Medelhöjden är 209 meter över havet och ytan är 16,48 kvadratkilometer. Räknas de 3 avrinningsområdena uppströms in blir den ackumulerade arean 37,4 kvadratkilometer. Ledingsån som avvattnar avrinningsområdet har biflödesordning 2, vilket innebär att vattnet flödar genom totalt 2 vattendrag innan det når havet efter 54 kilometer. Avrinningsområdet består mestadels av skog (62 procent). Avrinningsområdet har 2,44 kvadratkilometer vattenytor vilket ger det en sjöprocent på 14,8 procent.